# Information Delivery Specification
Information Delivery Specification (IDS) ist ein Beschreibungsformat im Bauwesen, dass es ermöglicht, Informationen an ein BIM-Gebäudemodell zu spezifizieren und dann automatisiert zu prüfen.
Definiert wird IDS wie IFC und bSDD von buildingSMART; die Version 1.0 wurde im Juni 2024 veröffentlicht.

## Funktion
Eine IDS-Datei ist ein maschinenlesbares XML-Dokument, das Anforderungen an ein Gebäudemodell spezifiziert. So kann die Lieferung bestimmter Attribute gefordert werden, z. B. muss der Wärmedurchgangs-Wert geliefert werden. Auch können Attributwerte auf einen Bereich eingeschränkt werden, z. B. muss der Wert für den Wärmedurchgang in einem festgelegten Bereich liegen.
Ein typischer Arbeitsablauf ist so vorgesehen:
1. Anforderungen werden auf Auftraggeberseite mit einem IDS-Editor beschrieben (kostenfrei verfügbar).[3][4]
2. Anforderungen werden bei der Planung berücksichtigt; BIM-Software kann den Planer dabei unterstützten.
3. Anforderungen werden mit der IDS-Datei (Soll-Zustand) und dem Gebäudemodell als IFC-Datei (Ist-Zustand) automatisiert geprüft.[5]

## BIM-Software mit IDS-Unterstützung
Einige Hersteller von BIM-Software bieten eine Unterstützung in der Erfüllung der Anforderungen an:
- Allplan[6]
- ArchiCAD[7]